# تشاو شو
تشاو شو هو عداء سريع صيني، ولد في 16 نوفمبر 1985 في يوشى في الصين.